# Spiterhøe
De Spiterhøe is een berg behorende bij de gemeente Lom in de provincie Oppland in Noorwegen. De berg, gelegen in Nationaal park Jotunheimen, heeft een hoogte van 2033 meter.
De Spiterhøeis onderdeel van het gebergte Jotunheimen.